# 鵜城村
鵜城村（うしろむら）は、日本の領有下において樺太に存在した村（指定町村）。
鵜城という地名は、アイヌ語の「ウソロ」（鵜が多い所）、「ウスオロ（ウショロ）」（湾、入江の中）による。
当該地域の領有権に関する詳細は樺太の項目を参照。現在はロシア連邦がサハリン州オルロヴォ、オリシャンカなどとして実効支配している（行政区分は一致しない）。

## 概要
- 西は間宮海峡に面していた。
- 村内には樺太の銘山である伊皿山が存在した。なお伊皿山の語源はアイヌ語のイサラヌプリであるとされている。

- 鵜城村の街並み

## 歴史
- 1915年（大正4年）6月26日 - 「樺太ノ郡町村編制ニ関スル件」（大正4年勅令第101号）の施行により、鵜城村、伊皿村が行政区画として発足。鵜城郡に所属し、泊居支庁鵜城出張所が管轄。
- 1922年（大正10年）10月 - 鵜城支庁の管轄となる。
- 1923年（大正12年）
  - 4月1日 - 伊皿村が鵜城村に合併。
  - 12月 - 鵜城支庁が廃止され、泊居支庁の出張所となる。
- 1929年（昭和4年）7月1日 - 樺太町村制の施行により二級町村となる。
- 1940年（昭和15年）1月 - 管轄支庁が恵須取支庁に変更。
- 1942年（昭和17年）11月 - 所属郡が恵須取郡に変更。
- 1943年（昭和18年）4月1日
  - 「樺太ニ施行スル法律ノ特例ニ関スル件」（大正9年勅令第124号）が廃止され、内地編入。
  - 指定町村となる。
- 1945年（昭和20年）8月22日 - ソビエト連邦により占拠される。
- 1949年（昭和24年）6月1日 - 国家行政組織法の施行のため法的に樺太庁が廃止。同日鵜城村廃止。

## 大野藩の北蝦夷地開拓史
- 安政4年（1857年） 箱館大野屋開店。城下に病院を開設。北蝦夷地開拓を決定。
- 安政5年（1858年） 幕府より北蝦夷地開拓許可。大野丸完成。
- 安政6年（1859年） 北蝦夷地開拓兵到着、鵜城（ウショロ）を根拠地として越冬。
- 万延元年（1860年） 北蝦夷地の一部を大野藩準領地として決定。

## 村内の地名
| - 鵜城 - 円度（えんど） - 小草（おぐさ） - 荷負（におい） - 北幌泊（きたほろどまり） - 牛苫（うしとま） - 内胡（ないこ） - 北宇須（きたうす） - 幌千（ほろち） - 幌岸（ほろきし） - 衣薫（いくん） - 婆古沼（ばっこぬま） | - 知志仁（ちしに） - 古丹（こたん） - 軽串（かるくし） - 泊岸（とまりきし） - 伊皿（いざら） - 乾苫（ほしとま） - 知良（ちら） - 知来岬（ちらいみさき） - 三股（みつまた） - 十三号沢（じゅうさんごうざわ） - 鵜城沢（うしろざわ） |

（）

## 地域

### 教育
以下の学校一覧は1945年（昭和20年）4月1日現在のもの。
- 樺太公立古丹国民学校
- 樺太公立円度国民学校
- 樺太公立鵜城国民学校
- 樺太公立内胡国民学校
- 樺太公立上幌千国民学校
- 樺太公立幌千国民学校
- 樺太公立幌岸国民学校